# 東水卷站

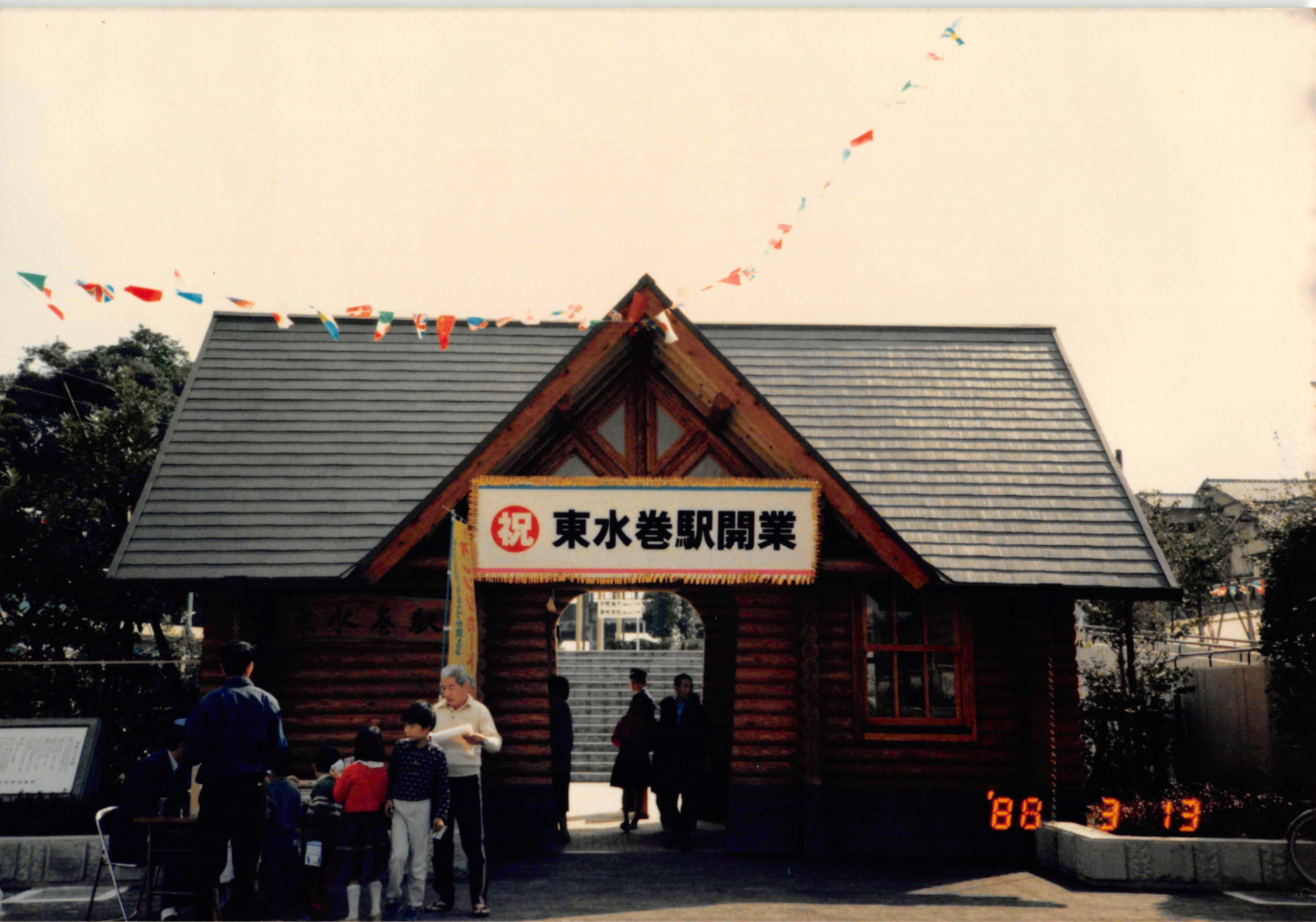
啟用日車站大樓（1988年3月13日）

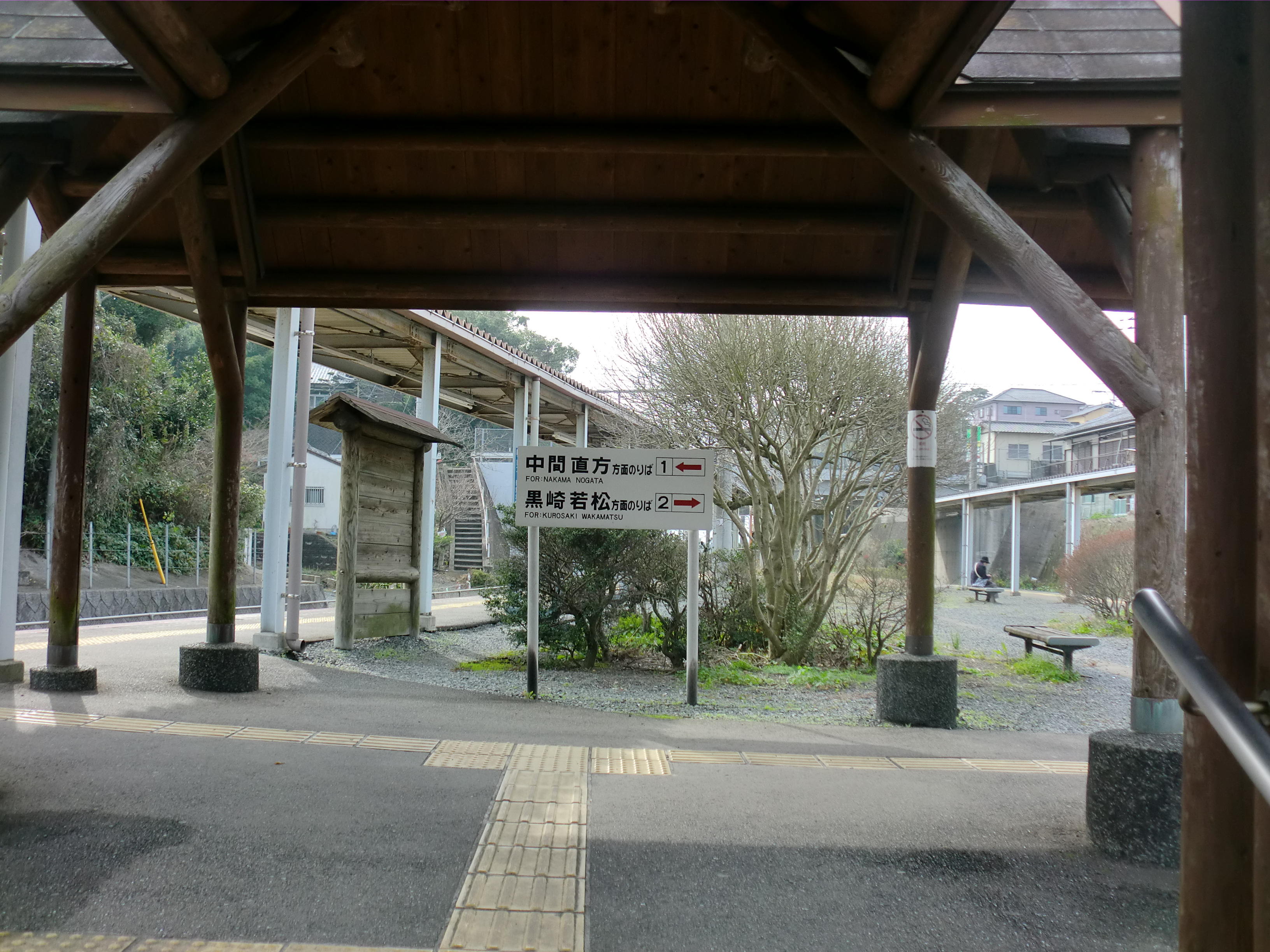
三角形月台

東水卷站（日语：／ Higashi-Mizumaki eki */?）是位於福岡縣遠賀郡水卷町吉田南一丁目8番1號，九州旅客鐵道（JR九州）的筑豐本線（福北豐線）車站。車站編號為JC25。

## 歷史
原本筑豐本線折尾站至中間站之間為四線鐵路。當中，在車站此處的四線鐵路中，使用了直通至鹿兒島本線的短絡線上行線（中間→黑崎方向）和筑豐本線的下行本線（若松方向→中間）兩條路軌建設月台和車站範圍。具體車站結構中，原本從折尾一方的路軌順序為筑豐本線上行線、下行線、短絡線上行線、下行線，隨後順序變為筑豐本線上行線、短絡線上行線、筑豐本線下行線和短絡線下行線。由於路線運輸量開始低落，內側2線廢止，變成空地，直至1988年開設此站為止。曾經在車站附近，於筑豐本線東邊設有日本炭礦第一高松坑（1966年關閉）。在西邊設有日本炭礦專用鐵道的裝煤場（在1965年停止運作 遺址變成吉田田地）
- 1988年（昭和63年）3月13日 - 車站啟用[1]。
- 2009年（平成21年）3月1日 - 此站可以使用IC卡「SUGOCA」[5]。
- 2015年（平成27年）3月14日 - 成為無人車站[2]。
- 2017年（平成29年）3月4日 - 若松站至新入站之間（折尾站除外）10座站一同引入車站遠端資訊系統（Smart Support Station）（日语：駅集中管理システム）「ANSWER」。但是在早上繁忙時間（6:30-8:30）設有車站職員當值[6][7]。

## 車站構造
車站是一座地面車站，設有1面2線的島式月台。此站的月台原本是四線鐵路中的雙線鐵路遺址，因此此站月台為三角形。車站大樓是位於三角形月台，上下行線之間。廁所是一棟使用日田杉木的木屋風建築物。
此站可以使用SUGOCA，此站不可購買SUGOCA，但可為SUGOCA增值。

### 月台
| 月台 | 路線     | 上下行 | 方向           |
| ---- | -------- | ------ | -------------- |
| 1    | 福北豐線 | 下行   | 鞍手、直方方向 |
| 2    | 福北豐線 | 上行   | 折尾、若松方向 |

## 使用狀況
根據「水卷町統計資料」，2018年度的1日平均乘車人次為415人。
| 年度   | 1日平均 乘車人次 |
| ------ | ---------------- |
| 1988年 | 592              |
| 1989年 | 770              |
| 1990年 | 850              |
| 1991年 | 858              |
| 1992年 | 918              |
| 1993年 | 916              |
| 1994年 | 940              |
|        |                  |
| 2007年 | 527              |
| 2008年 | 520              |
| 2009年 | 504              |
| 2010年 | 484              |
| 2011年 | 490              |
| 2012年 | 505              |
| 2013年 | 505              |
| 2014年 | 450              |
| 2015年 | 460              |
| 2016年 | 450              |
| 2017年 | 428              |
| 2018年 | 415              |

- 1988-1994年的資料取自《水巻町誌 増補》2001年，344頁

## 車站周邊
- 福岡縣道203號中間水卷線（日语：福岡県道203号中間水巻線）
- COSMOS藥品（日语：コスモス薬品） 藥店COSMOS吉田南店
- 超級中心Trial（日语：トライアルカンパニー）東水卷店
- 藥王寺
- 吉田團地
- 水卷共立醫院
- 水北第一醫院
- 水卷町立水卷南中學

## 相鄰車站
九州旅客鐵道（JR九州）
 福北豐線（筑豐本線）
■快速（只有下行班次）、■普通
折尾（JC26）－東水卷（JC25）－中間（JC24）

## 注腳
1. 1 2 3 4 5 6  . 週刊JR全駅・全車両基地 (朝日新聞出版). 2012-09-23, (07): 21 （日语）.
2. 1 2 3  小原擁(2015年3月7日). “JR九州:無人化、新たに20駅発表”. 毎日新聞 (毎日新聞社)
3. 1 2 3 4 5  弓削信夫. . 葦書房. 1993-10-15: 139–140. ISBN 4751205293 （日语）.
4. ↑  1：25000地形圖 折尾 昭和27年9月30日 地理調査所，1：25000地形圖 折尾 平成11年2月1日 圖土地理院
5. ↑  . 交通新聞 (交通新聞社). 2009-03-03: 1.
6. ↑   (PDF) (新闻稿). 九州旅客鉄道. 2017-02-03  [2020-02-07]. （原始内容 (PDF)存档于2018-09-28） （日语）.
7. ↑  . 交通新聞 (交通新聞社). 2017-02-08: 1.
8. ↑  SUGOCA 利用可能エリア （页面存档备份，存于）（日語） 九州旅客鐵道，截至2019年4月1日（2020年1月13日參閲）
9. 1 2   (PDF). 九州旅客鉄道.   [2019-08-05]. （原始内容存档 (PDF)于2019-12-06） （日语）.
10. ↑  水卷町統計 （交通） JR上落人次變化
11. ↑   (PDF). 九州旅客鉄道.   [2019-06-08]. （原始内容 (PDF)存档于2019-07-06） （日语）.

## 外部連結
- 東水卷（車站資訊） - 九州旅客鐵道（日語）